# MTV Video Music Award a legjobb rap videóért
Az MTV Video Music Award a legjobb rap videóért díjat először 1989-ben adták át, azon kategóriák egyikeként, amelyeket abban az évben vezettek be. Utoljára 2006-ban került átadásra, 2008-ban ugyanis nem hozták vissza a többi műfajjal kapcsolatos kategóriával. Azóta a korábban itt díjazott előadókat a Legjobb hiphopvideó kategóriában díjazzák. A díjat csak Will Smith, az Arrested Development, Dr. Dre és Jay-Z nyerte meg kétszer.
| Év   | Győztes                                                          | További jelöltek                                                                            |
| ---- | ---------------------------------------------------------------- | ------------------------------------------------------------------------------------------- |
| 1989 | DJ Jazzy Jeff & The Fresh Prince — Parents Just Don't Understand | - Tone Lōc — Wild Thing                                                                     |
| 1990 | MC Hammer — U Can't Touch This                                   | - Young MC — Principal's Office                                                             |
| 1991 | LL Cool J — Mama Said Knock You Out                              | - Monie Love — It's a Shame (My Sister)                                                     |
| 1992 | Arrested Development — Tennessee                                 | - Sir Mix-a-Lot — Baby Got Back                                                             |
| 1993 | Arrested Development — People Everyday                           | - Naughty by Nature — Hip Hop Hooray                                                        |
| 1994 | Snoop Dogg — Doggy Dogg World                                    | - Dr. Dre — Let Me Ride                                                                     |
| 1995 | Dr. Dre — Keep Their Heads Ringin'                               | - Rappin' 4-Tay (közreműködik a The Spinners) — I'll Be Around                              |
| 1996 | Coolio (közreműködik L.V.) — Gangsta's Paradise                  | - 2Pac (közreműködik Dr. Dre és Roger Troutman) — California Love                           |
| 1997 | The Notorious B.I.G. — Hypnotize                                 | - Missy Elliott — The Rain (Supa Dupa Fly)                                                  |
| 1998 | Will Smith — Gettin' Jiggy wit It                                | - Pras (közreműködik Ol' Dirty Bastard és Mýa) — Ghetto Supastar (That Is What You Are)     |
| 1999 | Jay-Z (közreműködik Ja Rule és Amil) — Can I Get A...            | - Nas (közreműködik Puff Daddy) — Hate Me Now                                               |
| 2000 | Dr. Dre (közreműködik Eminem) — Forgot About Dre                 | - Jay-Z (közreműködik a UGK) — Big Pimpin'                                                  |
| 2001 | Nelly — Ride wit Me                                              | - Snoop Dogg (közreműködik Master P, Nate Dogg, Butch Cassidy és a Tha Eastsidaz) — Lay Low |
| 2002 | Eminem — Without Me                                              | - P. Diddy (közreműködik Black Rob és Mark Curry) — Bad Boy for Life                        |
| 2003 | 50 Cent — In da Club                                             | - Nas — I Can                                                                               |
| 2004 | Jay-Z — 99 Problems                                              | - Ludacris (közreműködik Shawnna) — Stand Up                                                |
| 2005 | Ludacris — Number One Spot                                       | - Ying Yang Twins — Wait (The Whisper Song)                                                 |
| 2006 | Chamillionaire (közreműködik Krayzie Bone) — Ridin'              | - Yung Joc (közreműködik Nitti) — It's Goin' Down                                           |